# El Golem
El Golem (Der Golem) es una novela del austríaco Gustav Meyrink publicada en 1915. Está basada en la leyenda judía del Golem, un ser creado artificialmente por un cabalista.

## Argumento
El Golem recoge una antigua leyenda relacionada con el gran rabino Loew de Praga (1512 - 1609) y con imágenes vigorosas evoca los misterios del gueto de Praga. El Golem es una figura de arcilla animada por obra de la cábala, para defender a los judíos, pero que se escapa fácilmente del control y provoca catástrofes.
Lo que podría ser solo una extravagancia gratuita, sin más interés que el de un relato bien contado, adquiere significado simbólico: el Golem personifica a los autómatas humanos, que crean la sociedad moderna. Lo mismo que el Golem, el hombre moderno realiza la parte a él asignada contra su propia voluntad y con un rigor atroz. A este pesimismo fundamental, la novela añade un continuo misterio, una atmósfera de errores trágicos en los que juegan enigmáticos cabalistas, una metafísica expedita pero dramática ("la boca de cada hombre se convierte en la boca de Dios si creéis que sea la boca de Dios").
Esta habilidad para crear una visión turbulenta y grandiosa tiene su mejor realización en El Golem. Meyrink se inspiró en las descripciones de la gran ciudad de Charles Dickens, a quien había traducido, para recrear la atmósfera urbana de Praga.
El mismo año de su publicación fue adaptada al cine por el expresionista Paul Wegener (quien rodó al menos tres películas sobre el misterioso Golem, siendo la más famosa la estrenada en 1920, que sin embargo, no guarda más relación con la novela de Meyrink que la presencia del Golem en ambas) . Desde su publicación, no ha habido una generación de lectores que no se haya visto cautivada por esta enigmática obra. Entre 1915 y 1920 se vendieron más de 150.000 ejemplares, encabezando Meyrink la lista de autores más vendidos entre 1915 y 1940, contribuyendo al éxito de la novela la edición de bolsillo destinada a los soldados del frente.
Como la mayoría de las novelas de Meyrink, la obra está vinculada a la tradición de E.T.A. Hoffmann y de los cuentos fantásticos, complaciendo el gusto alemán por las "historias raras", que también se aprecia en la película estrenada en Berlín en 1920, El gabinete del doctor Caligari.

## El Golem en la literatura
Es reconocido el interés que muestra el escritor Jorge Luis Borges, quien citó frecuentemente al autor y específicamente al libro, tanto en su obra como en sus conferencias y entrevistas. Uno de sus poemas más reconocidos es, justamente, El Golem, inspirado en la obra de Meyrink. En una ocasión, Adolfo Bioy Casares lo describió como el mejor poema de Borges.